# António Xavier Machado e Cerveira
António Xavier Machado e Cerveira (Anadia, 1 de septiembre de 1756 - 14 de septiembre de 1828) fue un organero portugués.
Fundó un taller artesano propio, la casa Machado y Cerveira, que alcanzó un gran prestigio en su tiempo.